# Belura pillara
Belura pillara är en kräftdjursart som beskrevs av Gary C.B. Poore och Lew Ton 1988. Belura pillara ingår i släktet Belura och familjen Hyssuridae. Inga underarter finns listade i Catalogue of Life.